# Andradas
Andradas é um município brasileiro do estado de Minas Gerais, situado na microrregião de Poços de Caldas. Sua população recenseada em 2022 era de 40 553 habitantes. A área municipal é de 469,396 km² e a densidade demográfica, 86,39 habitantes por quilômetro quadrado.
O município é constituído por três distritos: Andradas, Gramínea e Campestrinho.

## História
O povoamento que gerou a cidade de Andradas começou a acontecer no início do século XIX, período de decadência da extração do ouro na região central do Estado e emergência da pecuária bovina e agricultura em outras regiões do Estado, embora desde 1792 "campos" da região já tivessem sido citados em inventários registrados por memorialistas como símbolos do início da ocupação local. A partir da década de 30 do mesmo século, começam a ser registradas as hipotecas e escrituras de compra e venda de terras do emergente núcleo populacional.
Documentações do século XIX mostram que a ocupação se deu especialmente a partir da segunda quinzena do mesmo século, mas o crescimento populacional se concentrou, desde então, em sua maior parte, no final do século XIX e começo do século XX, em função da chegada de imigrantes estrangeiros, vindos das fazendas de café, sobretudo de São João da Boa Vista, uma das cidades vizinhas.
Os imigrantes italianos foram os mais numerosos, mas também vieram espanhóis, gregos, libaneses, alemães, suecos e portugueses, conforme destaca o livro Os Estrangeiros na Construção de Andradas, de Nilza Alves de Pontes Marques.
Até 1888, a localidade era um distrito chamado São Sebastião do Jaguari e esteve ligada à cidade de Caldas. Desmembrou-se com o topônimo Caracol, nome de uma serra que emoldura a cidade.
Em 1928, o topônimo Caracol foi alterado para Andradas, em homenagem ao ex-presidente do Estado, Antônio Carlos Ribeiro de Andrada, natural de Barbacena, uma estratégia para bajular o político e trazê-lo à cidade e satisfazer ao interesse do presidente da Câmara da época, Orestes Gomes de Carvalho, cujo efeito não teve o propósito estabelecido. A mudança foi, portanto, arbitrária e, ainda hoje, há quem chame a cidade de Caracol. Um grupo queria a volta do nome São Sebastião do Jaguari, fato destacado como um plebiscito estampado em 1932 pelo jornal O Popular.
Em 1874, os moradores de São Sebastião do Jaguari endereçaram uma carta à Câmara de Mogi Mirim com o pedido para da transferência da freguesia para a Província de São Paulo. Os motivos foram econômicos e infraestruturais, mas a vila de Caldas, que havia perdido parte de seu território, viu-se ameaçada com uma possível queda na arrecadação de impostos e, em resposta, pediu a sua permanência para a Província de Minas Gerais.
Os impasses territoriais para a demarcação de fronteira exigiram um estudo detalhado, na década de 90 do século XIX, para a produção cartográfica da região, mas a fixação definitiva da fronteira regional seria realizada somente em 1937.
A cidade, na última década de 50, juntamente com outras cidades mineiras, tentou novamente se ligar, jurisdicionalmente, a São Paulo, haja vista que a cidade, historicamente, costuma ficar esquecida pelo governo estadual.
Em 1932, em meio a Revolução Constitucionalista, Andradas recebeu tropas para atacar o estado paulista. Na ocasião, foram cavadas trincheiras na divisa com São João da Boa Vista antevendo um ataque, que nunca aconteceu.

### Terra do vinho
Com a imigração italiana, houve a consolidação da vitivinicultura do município e a construção do epíteto , mas o cultivo de videiras foi introduzido no município no século«"Terra do Vinho"» XIX pelo Coronel José Francisco de Oliveira. Tradições orais também apontam que as vinhas podem ter sido iniciadas no município pelo Coronel Gabriel de Oliveira, Joaquim Teixeira de Andrade e Francisco Daniel Pontes.
Até meados da metade do século passado, cerca de 54 famílias produziam vinho em escala comercial. Fala-se também que o número chegou a 72 unidades produtivas. Atualmente, são 7 famílias, que produzem a bebida a partir de 11 variedades.
A cultura do café é atualmente a cultura agrícola predominante, empregando cerca de 9 mil pessoas no período de colheita, conforme dados da Cooperativa Agropecuária Regional de Andradas (Cara).

## Geografia

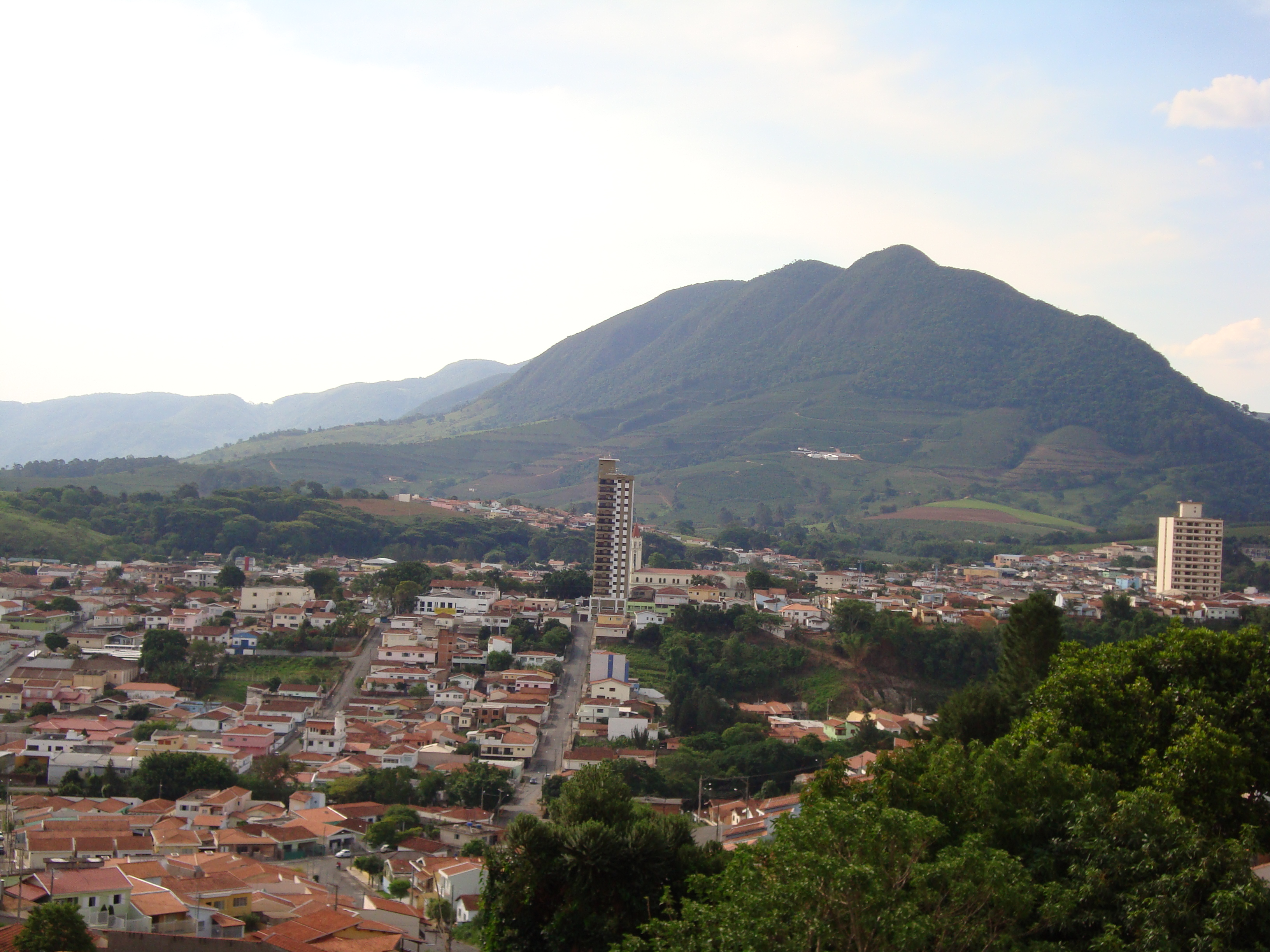
Parte de Andradas vista do Jardim Panorama

O município de Andradas está situado no sul do Estado de Minas Gerais, integrando a mesorregião Sul/Sudoeste de Minas e a microrregião de Poços de Caldas.
A cidade de Andradas está a uma altitude de 920m e tem sua posição marcada pelas coordenadas geográficas 22º04'05” de latitude Sul e 46º34'04” de longitude Oeste, no ponto situado na Igreja Matriz.
Os municípios limítrofes são Poços de Caldas a noroeste e norte; Caldas a nordeste; Ibitiúra de Minas e Santa Rita de Caldas a leste; Ouro Fino a sudeste; Jacutinga e Albertina a sul; e os paulistas Santo Antônio do Jardim a sudoeste; e Espírito Santo do Pinhal, São João da Boa Vista e Águas da Prata a oeste.

### Relevo

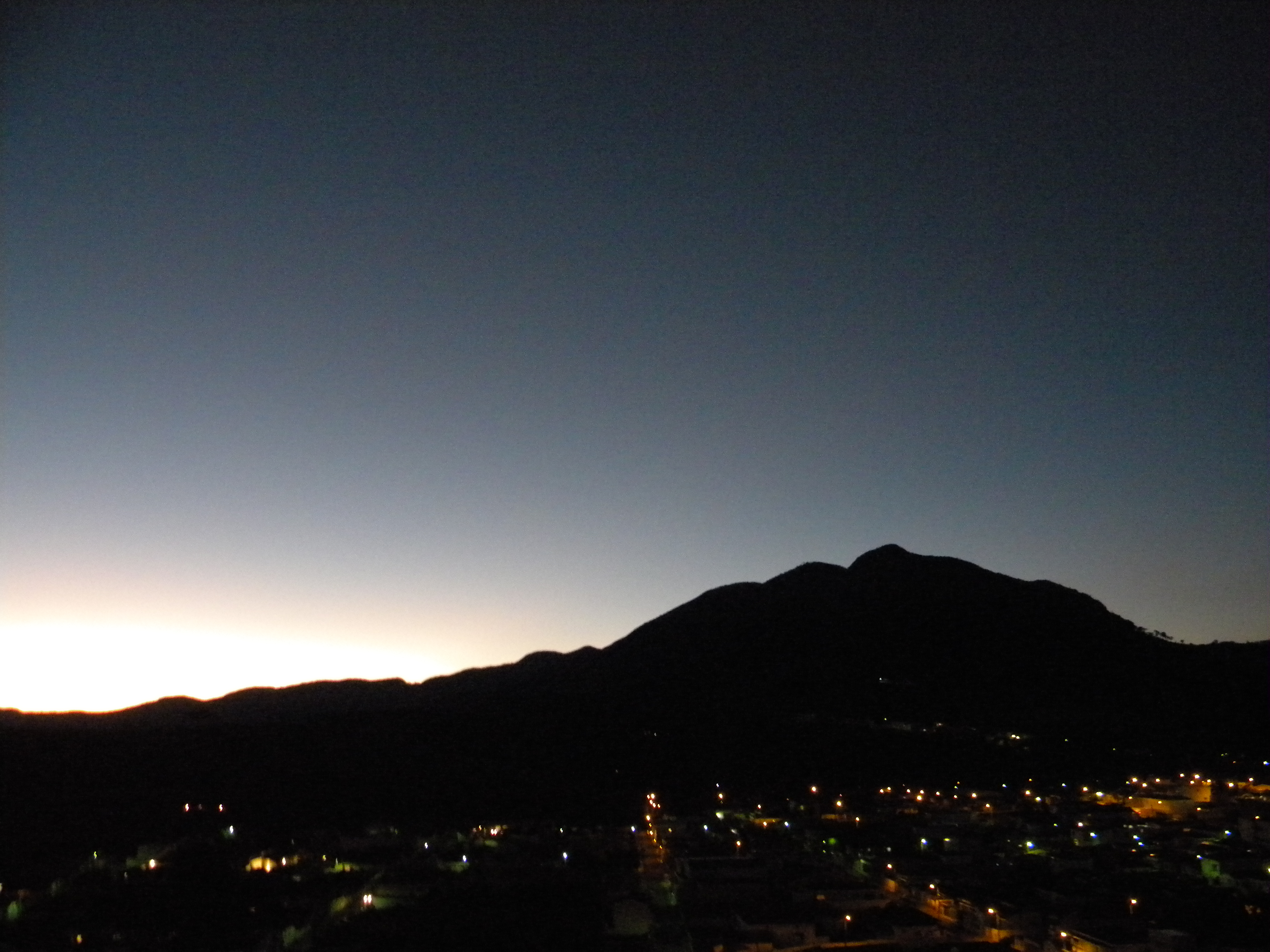
Serra do Caracol

São encontradas três tipos de relevo: o primeira na porção norte, situada entre a Serra do Caracol e o limite norte do município onde predominam planaltos, com altitude entre 1 350 e 1 500 m; o segundo compreende toda a porção central do município, limitada ao norte pelas Serras do Caracol, ao sul pela do Bebedouro e a sudeste, pela Serra do Pau d'Alho, corresponde a um relevo de colinas. Os topos são planos e ligeiramente inclinados e sua altitude situa-se entre 900 e 970 m, aproximadamente; o terceira parte compreende as áreas serranas.
Ao norte da cidade, localiza-se a Serra do Caracol, que se prolonga para oeste através da Serra do Gavião. As altitudes são superiores a 1 400 m, com destaque para o Pico do Gavião que situa-se a 1 657 m.

### Vegetação
Ocupada anteriormente por matas tropicais e pelos campos de altitude, atualmente são as pastagens que predominam na região. São encontradas apenas pequenas reservas da antiga mata muito degradada. O tipo de mata mais comum é a de galeria ou mata ciliar. Nos altos planaltos, a vegetação natural é o campo de altitude, onde predominam formas vegetais rasteiras, principalmente gramíneas.

### Hidrografia
O município tem como rio principal o Jaguari-Mirim, que atravessa a parte central do município  vindo de Ibitiúra de Minas, onde se localiza sua nascente. Na porção norte destacam-se os ribeirões do Tamanduá e das Antas. A cidade é rica em água: há pequenos córregos, razoavelmente, caudalosos em várias propriedades rurais. Um dos córregos mais conhecidos, da cidade, é o Córrego do Mosquito. Na área urbana, outros rios são: Rio Caracol, que passa pela Vila Leite; e Rio Pirapitinga, que passa pelos bairros João Teixeira Filho, Jardim Panorama, Jardim Itália e Vila Mosconi.
Outros córregos: da Farinha, do Tanque, Retirinho, Angola, Cachoeira, Cambuí, Água Espelhada e São João da Gama (este entre as serras do Bebedouro e São João).
Outros ribeirões: Cocais, Prata e São João.

### Ecologia
O município é, desde 2008, pioneiro regional - tanto do entorno que inclui cidades paulistas, assim como no Sul de Minas) - na instalação de um aterro sanitário, embora a coleta seletiva ainda não seja realizada no município e o próprio aterro ainda precise de adequação para o funcionamento.
O esgoto é descartado em rios, inclusive da área urbana, cuja irregularidade originou um Termo de Ajuste de Conduta (TAC) emitido pelo Ministério Público Estadual para que o município dê o destino correto a dejetos.
Entre os grupos que atuação na disseminação de políticas ambientais, como o plantio de árvores, está o Impressão Verde e a ONG Caracol.

## Administração
A atual Prefeita Municipal é a Sra. Margot Navarro Graziani Pioli (Administração 2025/2028), a qual está em seu terceiro mandato à frente do Poder Executivo ao lado de seu Vice-Prefeito Sr. José Antônio Stivanin. Em seu primeiro mandato (Administração 2005/2008) teve como Vice-Prefeito o Sr. Delvo Stivanin, e em seu segundo mandato (Administração 2021/2024), teve como seu Vice-Prefeito o Sr. João Luiz Magalhães Teixeira.

### Prefeitura
Dividida, atualmente (administração 2009/2012), nas Secretaria Municipal de Educação, Esporte e Lazer; Secretaria Municipal de Fazenda; Secretaria Municipal de Planejamento, Gestão e Projetos; Secretaria Municipal de Saúde e Ação Social; Secretaria Municipal de Serviços Públicos e Transporte Interno; Secretaria Municipal de Governo, Segurança Pública e Defesa do Cidadão; Secretaria Municipal de Agricultura, Meio Ambiente, Desenvolvimento Econômico, Turismo e Cultura; Controladoria Interna; e Procuradoria Geral.
Os atuais conselhos municipais são:
- Conselho Municipal de Assistência Social
- Conselho Municipal de Desenvolvimento Rural Sustentável (CMDRS)
- Conselho Municipal de Habitação
- Conselho Municipal do Meio Ambiente
- Conselho Municipal do Menor
- Conselho Municipal do Patrimônio Cultural
- Conselho Municipal de Segurança Pública (Consep)
- Conselho Municipal de Turismo
- Conselho Tutelar[20]

## Política

### Galeria de prefeitos
Em 1º de Janeiro de 2017, a Prefeitura Municipal de Andradas inaugurou no saguão da Secretaria de Governo a "Galeria dos Prefeitos de Andradas", contando parte da história do município desde 1890, quando Andradas, na época Caracol, emancipou-se politicamente do município de Caldas. A galeria atualmente contém 31 nomes que ocuparam o cargo de Chefe do Poder Executivo Municipal, uma curiosidade é que do ano de 1890 à 1930, o Presidente da Câmara Municipal acumulava também as funções de Prefeito Municipal, por esse motivo, durante esse período os nomes de Presidente da Câmara e de Prefeito são os mesmos.
Ex-Prefeitos (1890-2020): Theodoro Higino Brandão (1890); Dr. José de Araújo Matto-Grosso (1891-1892); Cel. José Francisco de Oliveira (1892-1902); Cap. Manoel José Ferreira de Oliveira (1902-1903); Cap. Cyrillo Alves dos Santos (1904-1912); Cel. José Pedro de Oliveira (1912-1915); Major Bonifácio Monteiro da Fonseca Reis (1915-1920); Dr. Oscar de Oliveira (1920-1925); Cel. Antônio Augusto de Oliveira (1926/1930); Dr. Orestes Gomes de Carvalho (1927-1930); Dr. Plínio Pereira Brasil Filho, Dr. Arthur Pontes Fonseca e Alberto de Oliveira Marques (1931-1935); Tenente José Teixeira de Magalhães (1936-1946); Dr. Asdrúbal de Moraes Andrade (1946); Dr. Alziro de Oliveira Westin (1946-1947); Germano Kemp (1947-1950); Dr. Alcides Mosconi (1951-1954); Antônio Gonçalves (1955-1958/1963-1966); Dr. Edmundo Venturelli (1959-1962); Dr. Waldemar de Souza Franco (1967-1970/1973-1976/1993-1996); Dr. Paulo Augusto Drumond de Souza (1971-1972); Dr. Nívio Previato (1977-1982); Dr. Carlos Heitor Pioli (1983-1988); Dr. José Luiz Sasseron (1989-1992); Dr. Paulo Augusto Drumond de Souza (1993); Wilkye Veronese (1997-2000/2001-2003); Ademir dos Santos Perez (2003-2004/2009-2012); Margot Navarro Graziani Pioli (2005-2008/2021-2024/2025-2028); Rodrigo Aparecido Lopes (2013-2016/2017-2020).

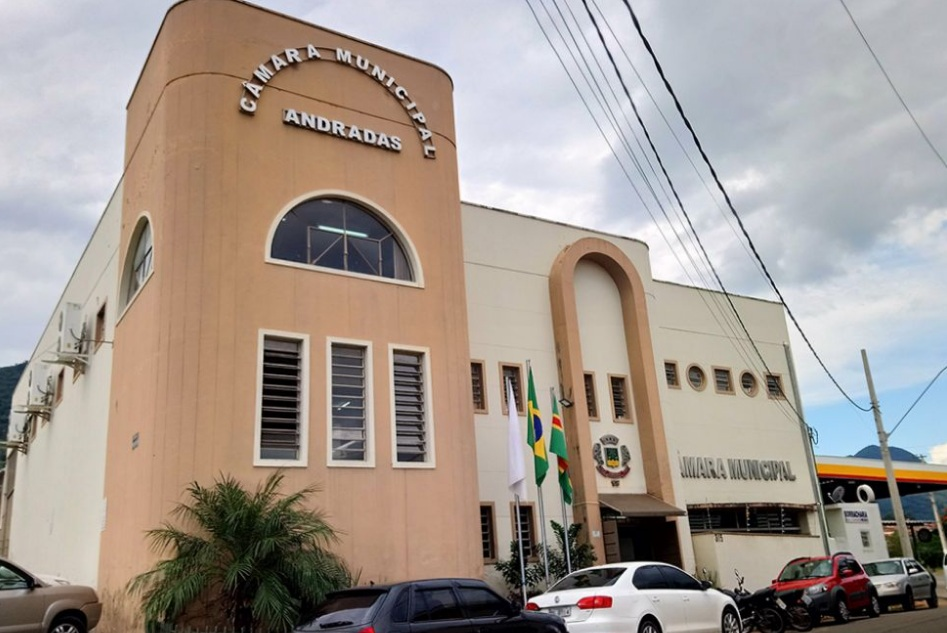
Fachada do novo prédio da Câmara Municipal de Andradas, utilizado desde o ano de 2012.

### Câmara Municipal
A Câmara Municipal de Andradas foi instituída juntamente com a emancipação do município, sendo chamada primeiramente de Conselho de Intendência, que se deu em 22 de fevereiro de 1890, sendo compostas pelos seguintes membros: Theodoro Higino Brandão (Presidente da Câmara e Agente do Poder Executivo Municipal nomeado por ato do Governador de Minas Gerais), Capitão Quirino Gonçalves Lopes, Dr. Guilherme de Oliveira Westin, Manoel Augusto de Oliveira e Francisco Pereira Caldas de Mesquita.
De 1890 a 2025, houve 34 legislaturas na cidade de Andradas, com períodos em que o poder legislativo municipal teve hiatos de composição e funcionamento, como nos anos 1931-1935 e 1938-1946 (Ditadura Vargas), onde por meio do poder do Presidente Getúlio Vargas, foi suspenso o poder de todas as câmaras municipais do país, ficando a cargo somente do prefeito municipal a gerência dos assuntos do município.
A atual 34ª legislatura da Câmara Municipal é composta por 9 vereadores: Ademir dos Santos Perez (Presidente da Câmara Municipal em 2.025), Adilson Carlos dos Santos, Antonio Carlos de Lima, Carlos Roberto da Silva, Cezar Augusto Ranzani, Diego Felisberto dos Reis, Luiz Gustavo Gonçalves Xavier, Regis Basso Andrade e Valéria de Lima Sousa.
Resgatando a história política da cidade de Andradas, no ano de 1997, o Presidente da Câmara Municipal, Carlos Roberto Fontaniello inaugurou a Galeria de Ex-Presidentes da Câmara no hall de entrada do prédio do legislativo, constando na mesma as fotos dos políticos e os respectivos anos que exerceram a liderança da Casa. No ano de 2000, com o falecimento do então vereador Eider Fonseca, Presidente da Câmara naquele ano, o Sr. Carlos Roberto Fontaniello assumiu novamente a presidência da Casa e homenageou o colega edil, nomeando a galeria como "Galeria de Ex-Presidentes da Câmara Municipal de Andradas Vereador Eider Fonseca".
Ex-Presidentes (presentes na galeria): Theodoro Higino Brandão (1890); Dr. José de Araújo Matto-Grosso (1891-1892); Cel. José Francisco de Oliveira (1892-1902); Cap. Manoel José Ferreira de Oliveira (1902-1903); Cap. Cyrillo Alves dos Santos (1904-1912); Cel. José Pedro de Oliveira (1912-1915); Major Bonifácio Monteiro da Fonseca Reis (1915-1920); Dr. Oscar de Oliveira (1920-1925); Cel. Antônio Augusto de Oliveira (1926/1930); Dr. Orestes Gomes de Carvalho (1927-1930); Dr. Edmundo Venturelli (1936-1937/1947-1950); Felisberto Ribeiro (1951-1958); Tenente José Teixeira de Magalhães (1959-1962); Dr. Luiz Valim de Lima (1963-1966/1970/1977/1979/ 1983/1986); Dr. Flávio Osmar Gonçalves (1967/1970-1972); Dr. José Carlos Magalhães Teixeira (1968); Márcio de Oliveira Andade (1969); Dr. João Vicente Mosconi (1973); Dr. Jeovah Alziro Westin (1974); José Dirceu Graziani (1975); Dr. Creso Miranda Bretas Oliveira (1976); Dr. João Carlos Miranda da Silva (1978/1981/1984); Ejairdis Trevisan (1980/1982); Dr. Delvo Stivanin (1985/1988-1990/1992); Martinho Alonso (1987); Luiz Roberto Bebeto Teixeira (1991); Dr. Rogério Aparecido Caldas (1993); José Carlos Rezende (1994/1996); Fernando Molinari Perez (1995/1998/2010); Carlos Roberto Fontaniello (1997/2000); José Primo Salles (1999); Eider Fonseca (2000); Evandro Felisberto dos Reis (2001); Rovilson Venturelli (2002); Alexandre de Souza Franco (2003/2005); Claiton Alves dos Santos (2004); Luiz Carlos Basso (2006); Paulo Diogo Rosa (2007-2008/2011-2012); Paulo Cesar Moreira (2009/2023); Hamilton Raimundo (2013-2015); Luiz Augusto Liparini (2016-2017); Maria Helena de Oliveira do Prado (2018); Márcio Donizeti Teodoro (2019); Carlos Roberto da Silva (2020); Regis Basso Andrade (2021); Luiz Gustavo Gonçalves Xavier (2022); Luiz Benedito Raimundo (2024); Ademir dos Santos Perez (2025).

## Sindicatos e Localidades

### Sindicatos situados na cidade
- Sindicato dos Trabalhadores da Indústria de Cerâmica de Andradas e Poços de Caldas
- Sindicato dos Servidores Públicos Municipais
- Sindicato dos Vitivinicultores
- Sindicato dos Trabalhadores Rurais de Ibitiura de Minas, Andradas e Caldas[28]

### Bairros e distritos
Veja lista de distritos e bairros de Andradas

## Cultura

### Movimentos culturais

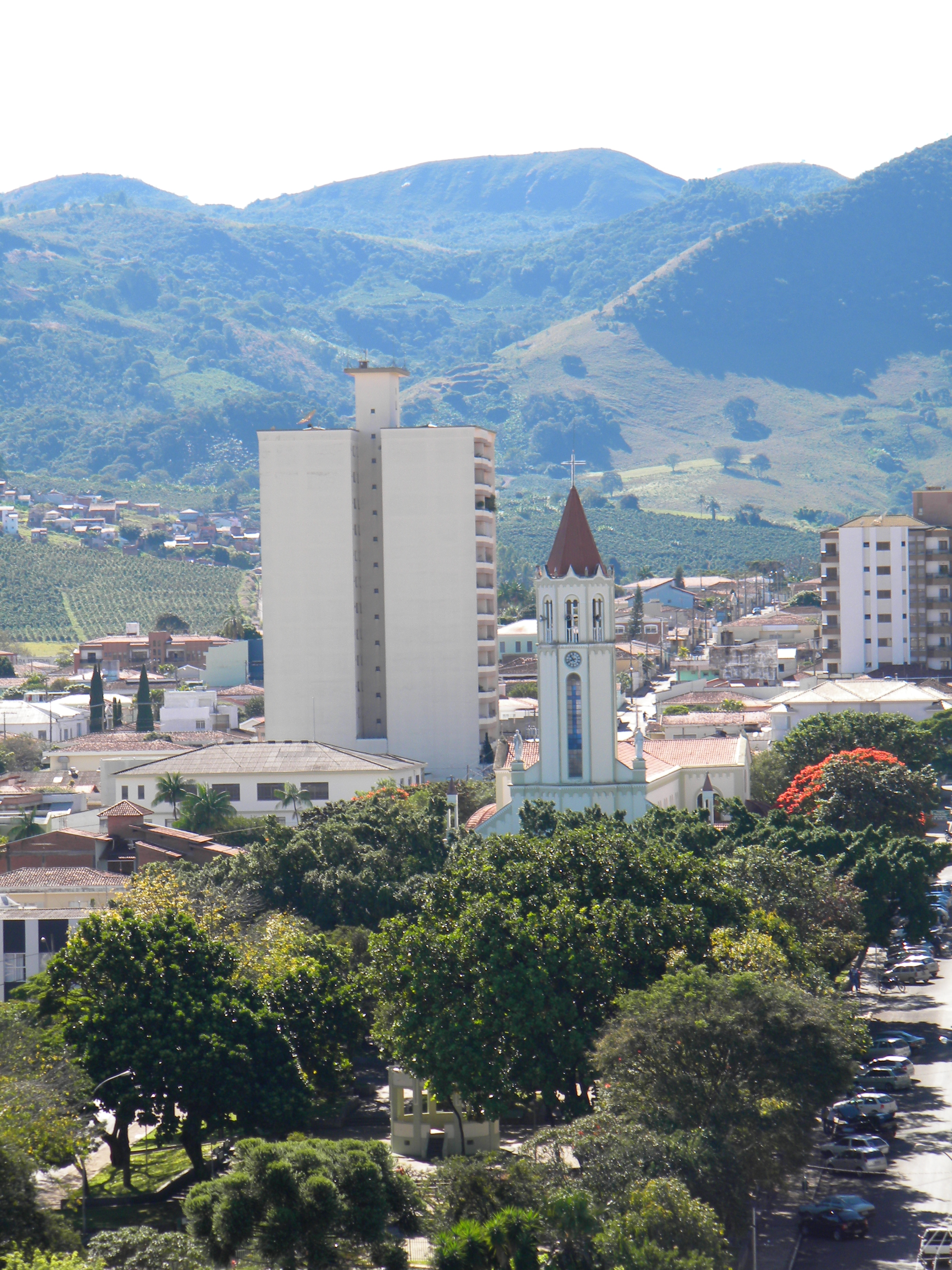
Praça Central

A cidade realiza, anualmente, o Festival da Canção de Andradas. Gêneros como MPB e música raiz tendem a ser comuns. Preza-se, sobretudo, as composições próprias e outras como alternativa às de massa.
Em 2007, foi criado o Brasil Instrumental Música, como evento expositivo, sendo comum a execução de música erudita e música clássica. O evento voltou a acontecer em 2008, 2009 e 2010 com o nome de Brasil Instrumental Andradas.
Entre 2006 e 2008 aconteceu a Festa D'Itália com o objetivo de celebrar e de refletir sobre a imigração italiana na cidade.
Mostras de artes como o Salão Andradense de Artes (Saars) e o Andradas em Arte acontecem esporadicamente (sem data fixa). É conduzido e idealizado por artistas com apoio da prefeitura local.
Em 2006 e 2007 aconteceu o Andradas Café Show com palestras, concursos, degustação de café etc.
A cidade tem também uma banda municipal: Lira da Mantiqueira e diversos corais (Coral infantil da Escola Adventista, Coral do Colégio Junqueira Lemos, Coral Municipal Infantil, Coral Municipal Adulto Acalanto, Coral Feminino Quadrangular e cerca de 5 corais da Igreja Católica), além do Grupo Violeiros de Andradas e Violeiros Mirins.
Outro grupo marcante na cidade é o Grupo das 4, formado por seresteiros, declamadores, escritores e compositores.
Há também dois grupos de Folia de Reis: Estrela Guia, coordenado por Juraci Custódio, e Andradas, conduzido por moradores do distrito Campestrinho.

### Bibliotecas
O município possui uma biblioteca municipal. Inaugurada em 1972, a Biblioteca Municipal Delia Maria Risso de Souza possui cerca de 45 mil volumes em seu acervo bibliográfico.

### Teatros
A cidade tem um teatro: Teatro Municipal José Stivanin, onde acontecem, esporadicamente, mostras de artes plásticas e peças teatrais. Semanalmente, há aulas de música (piano, violão, guitarra etc.) e de técnicas diversas de artes plásticas.

### Museus
Inaugurado em 1995, o Museu Municipal João Moreira da Silva abriga vestígios de parte da história de Andradas. Hoje, ele se encontra instalado na Casa da Memória.  Nesse museu encontram-se diversos documentos, livros, mapas, cartas, objetos, fotografias, etc. que contam a história da região de Andradas, do Sul de Minas Gerais, do Estado de Minas Gerais e do Brasil.

### Pavilhão do vinho
Andradas tem um local para receber eventos culturais, o Pavilhão do Vinho, que antes recebia a Festa do Vinho, mas de lá saiu, porque o local se tornou pequeno frente a ampliação do público. Anualmente, o local recebe a exposição da Associação Comercial Industrial e Rural de Andradas (Acira), que é uma mostra, paralela à Festa do Vinho de Andradas, com empresas, mormente, de Andradas.

### Feriados
- 20 de Janeiro - Dia do Padroeiro São Sebastião
- 22 de Fevereiro - Aniversário de Andradas

## Economia
A economia se baseia, sobretudo, no setor terciário (serviços), mas outros setores têm algum nível de desenvolvimento.

### Indústria
Destaca-se a produção de louça sanitária, indústria moveleira (empresas de organização familiar que surgiram de um pequeno negócio), confecções (de malhas, vestuário masculino e feminino em tecidos diversos e moda em couro), tecnologia vegetal (da empresa Multiplanta sai 70% das mudas de morangos produzidas em todo o Brasil) e laticínios.
A permanência de algumas indústrias na cidade graças ao fornecimento de Gás Natural Liquefeito (GNL) pela Gasmig (por meio do Consórcio Gemini, associação entre Petrobrás e White Martins).

### Agropecuária
Destaca-se, sobretudo, o cultivo de café, que continua, há décadas, sendo o produto agrícola que mais retorna em recursos financeiros para produtores e para a cidade. Segundo a Pesquisa Agrícola Municipal, do IBGE (2006), divulgado em outubro de 2007, Andradas é o 19º maior produtor de café beneficiado do Estado (em quantidade) e está em os 35 maiores produtores nacionais (em rentabilidade, segundo a mesma pesquisa).
O plantio de flores se tornou um dos maiores expoentes da economia local (o maior produtor de Minas Gerais) pela vinda de produtores da cidade de Holambra/SP, haja vista que o clima ameno favorece o desenvolvimento de botões e hastes.
Em 2010, o município, com 95 hectares de área plantada, atingiu o posto de maior produtor de rosas em estufa do Brasil.
Embora alguns produtores ainda permaneçam na cidade, a produção de batatas se encontra em decadência, pois a maior parte dos produtores se deslocaram para outras regiões do Estado, em decorrência, sobretudo, do esgotamento e valorização das terras.
A produção de vinhos é razoável: a cidade teve muitas vinícolas, mas a fragilidade das empresas não foi maior que a exigência de mercado, embora ainda existam adegas centenárias. Nos últimos tempos, algumas variedades têm sido acompanhadas da melhoria genética a partir de apoio do Núcleo Tecnológico ligado à EPAMIG, situado em Caldas, uma das cidades vizinhas.
Há produção de bananas, com bom nível de desenvolvimento (alta rentabilidade). Segundo a Pesquisa Agrícola Municipal( uma pesquisa do IBGE, em 2006), Andradas é o 18º maior produtor de bananas do Estado (em valor produzido).

### Turismo

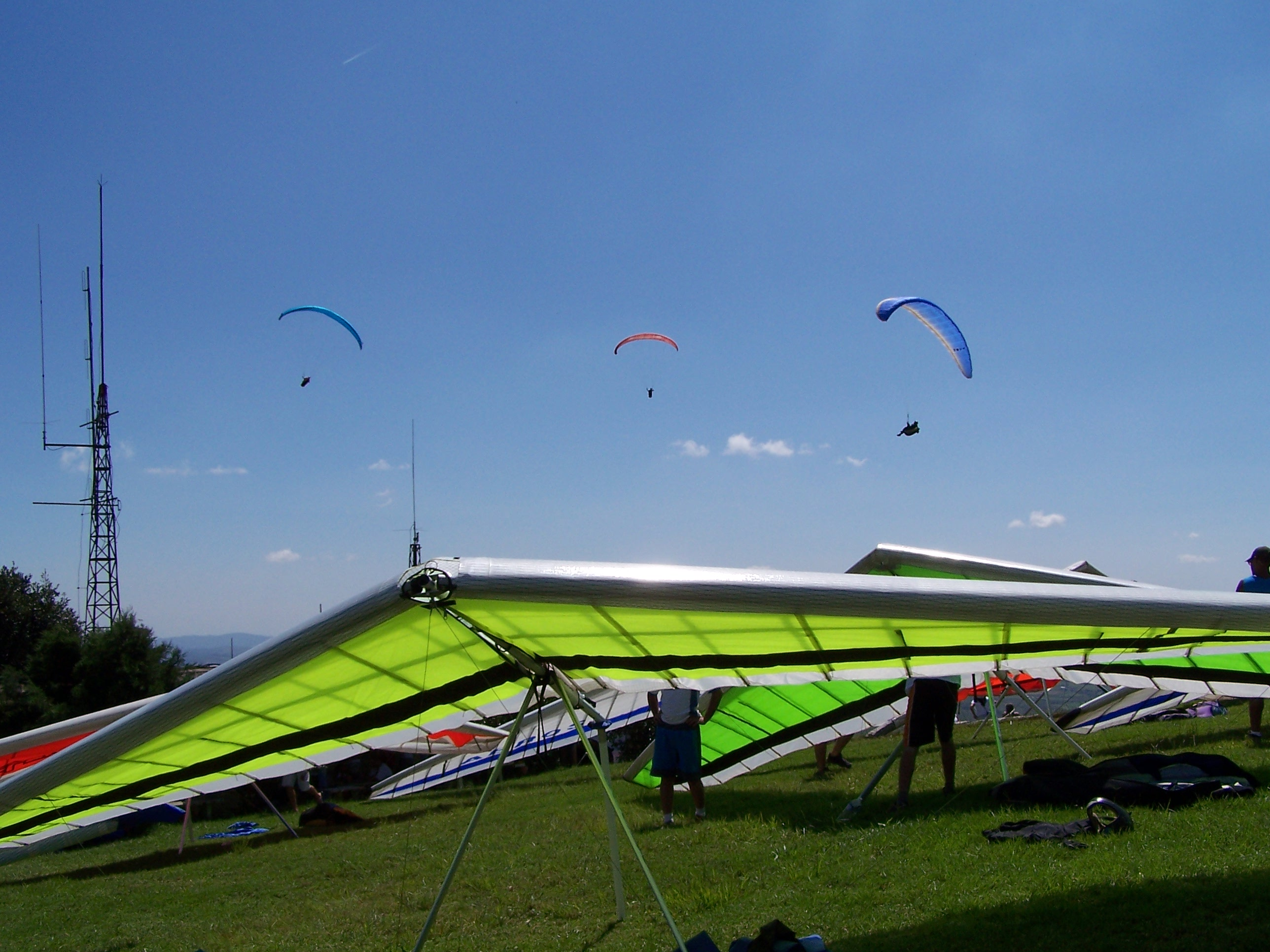
Decolagens no Pico do Gavião

O turismo tem sido sazonal, ou seja, concentrado em épocas festivas, como Festa do Vinho de Andradas, que acontece em julho de cada ano (desde 1954 quando começou a festa), e em campeonatos de voo livre  no Pico do Gavião).
Nas últimas administrações municipais, o turismo tem sido questionado e tenta-se torná-lo uma atividade importante e geradora de renda, especialmente pelas belezas naturais de Andradas e região.
A cidade faz parte da rota conhecida como Caminho da Fé, que começa na vizinha cidade de Águas da Prata passando por Andradas até a cidade de Aparecida. A cidade também está incluída no roteiro Caminhos Gerais e Rota das Capelas. Ou seja, o foco tem sido o ecoturismo, sendo a Pedra do Elefante (11 km do centro da cidade), onde será criado o Parque Ecológico do Elefante, Pedra do Pântano, Gruta das Queixadas, Toca das Andorinhas e, principalmente, o Pico do Gavião os pontos mais conhecidos.
Na Praça Coronel Antônio Augusto de Oliveira, centro da cidade, há um Centro de Atendimento ao Turista (CAT).

### Religiosidade

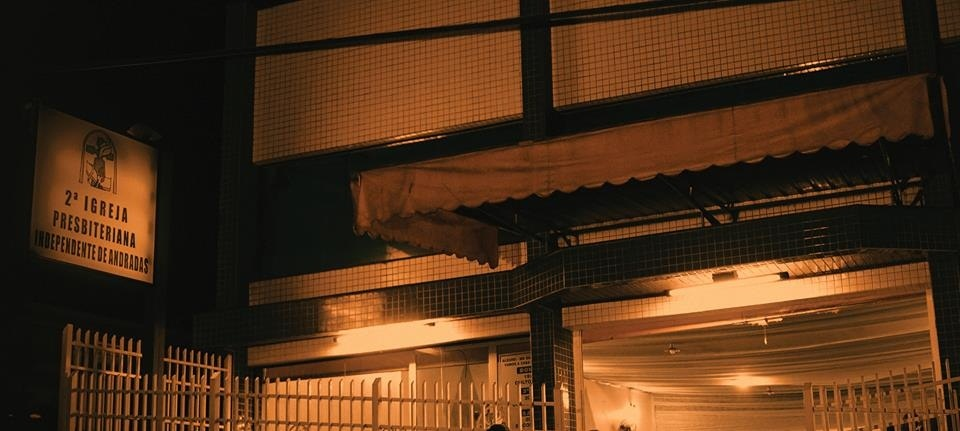
2ª Igreja Presbiteriana Independente de Andradas

- Igreja Católica (O município pertence à Arquidiocese de Pouso Alegre)
- Igreja De Cristo Pentecostal Internacional (Fundada no Brasil pelo norte americano Horace Ward em 1937 em aqui em 1958 pelos pastores Elpídio e Garzaro Filho)
- Igreja Evangélica Assembleia de Deus - Ministério do Belém - Campo de Andradas (CONFRADESP e CGADB), fundada em 1983.
- Congregação Cristã no Brasil
- Igreja Presbiteriana Independente de Andradas
- Comunidade Evangélica, Sara Nossa Terra
- 2ª Igreja Presbiteriana Independente de Andradas (Sede regional em Poços de Caldas)
- Primeira Igreja Batista de Andradas
- Testemunhas de Jeová
- Kardecismo, Umbanda e Candomblé também estão presentes na cidade.

## Saúde
Dados do IBGE de 2000 situam Andradas entre as 40 cidades brasileiras com maior expectativa de vida. A cidade tem um hospital filantrópico, a Santa Casa de Misericórdia de Andradas (Sacma); um Pronto Atendimento Municipal (PAM); dois postos do Programa de Saúde da Família (PSF), situados nos bairros Jardim Rio Negro e Horto Florestal; além de uma Unidade Básica de Saúde Vereador Manoel Adolfo Marques, situada no distrito Campestrinho. Também há um centro de atendimento a gestantes e de assistência à mulher, o Materno Infantil. Em prédio anexo está localizada a Policlínica Central, onde são aplicadas vacinas e feitos outros procedimentos médicos. Em 2010, foi terminada a UBS da Vila Caracol, iniciada em 2008. Em 2010, também foi finalizada a edificação do posto de saúde do distrito Gramínea.

## Educação
Dados de 2007 apontam Andradas entre as 235 cidades brasileiras com maior Índice de Desenvolvimento da Educação Básica (IDEB).
Segundo dados do Inep, a cidade tem 29 escolas: seis estaduais, 15 municipais e oito privadas.
Segundo o Censo Escolar da Educação Básica, em 2009 há em Andradas 6.383 estudantes. Em 2008, o total era de 6.502 estudantes.

## Esporte e lazer

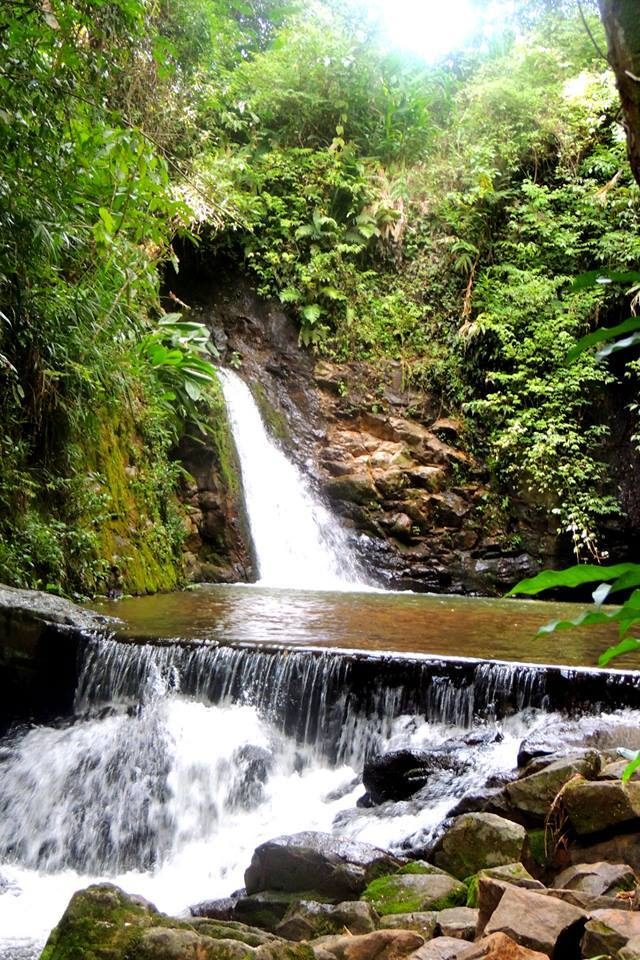
Cachoeira Toca das Andorinhas

Andradas também é conhecida pela prática de esportes radicais como voo livre, no famoso Pico do Gavião, onde ocorreram e ocorrem vários campeonatos, incluindo, campeonatos brasileiros e uma etapa do mundial, além de escaladas na linda Pedra do Elefante, um dos cartões postais da cidade, além de outros esportes de aventura em algumas das muitas canhoeiras da cidade como a Cachoeira Olho D'água e Cachoeira dos Macacos. Tirolesa, rappel, 4x4, bike, trekking também são comuns na cidade.

### Clubes
A cidade é sede do Rio Branco de Andradas Futebol Clube, também conhecido como Azulão da Mantiqueira, uma das equipes mais tradicionais do futebol mineiro. Seu estádio é o Parque do Azulão, com capacidade para 8.000 espectadores. Andradas foi a menor cidade mineira a contar com time na primeira divisão nas temporadas de 2008 e 2009. Além do estádio, o clube também tem a Sede Olímpica e uma danceteria.
A cidade ainda possui o Clube Rio Branco, onde há uma instalação física com restaurante, área de eventos e bar e outra sede para eventos e prática esportiva, conhecida como sede Campestre, distante da zona urbana.
Ambos os clubes estiveram ligados por muito tempo.
Além desses, há também a AABB, o UVA (União dos Veteranos de Andradas), conhecido na cidade como Clube de Campo, e o Clube de Voo Livre Gavião, localizado no Pico do Gavião.

## Rodovias
Andradas pode ser acessada em trecho da BR-146 que liga o município a Poços de Caldas e a divisa com o Estado de São Paulo no município de Santo Antônio do Jardim ou pela MG-455 que liga Andradas a Ibitiúra de Minas.